# Hans Krell

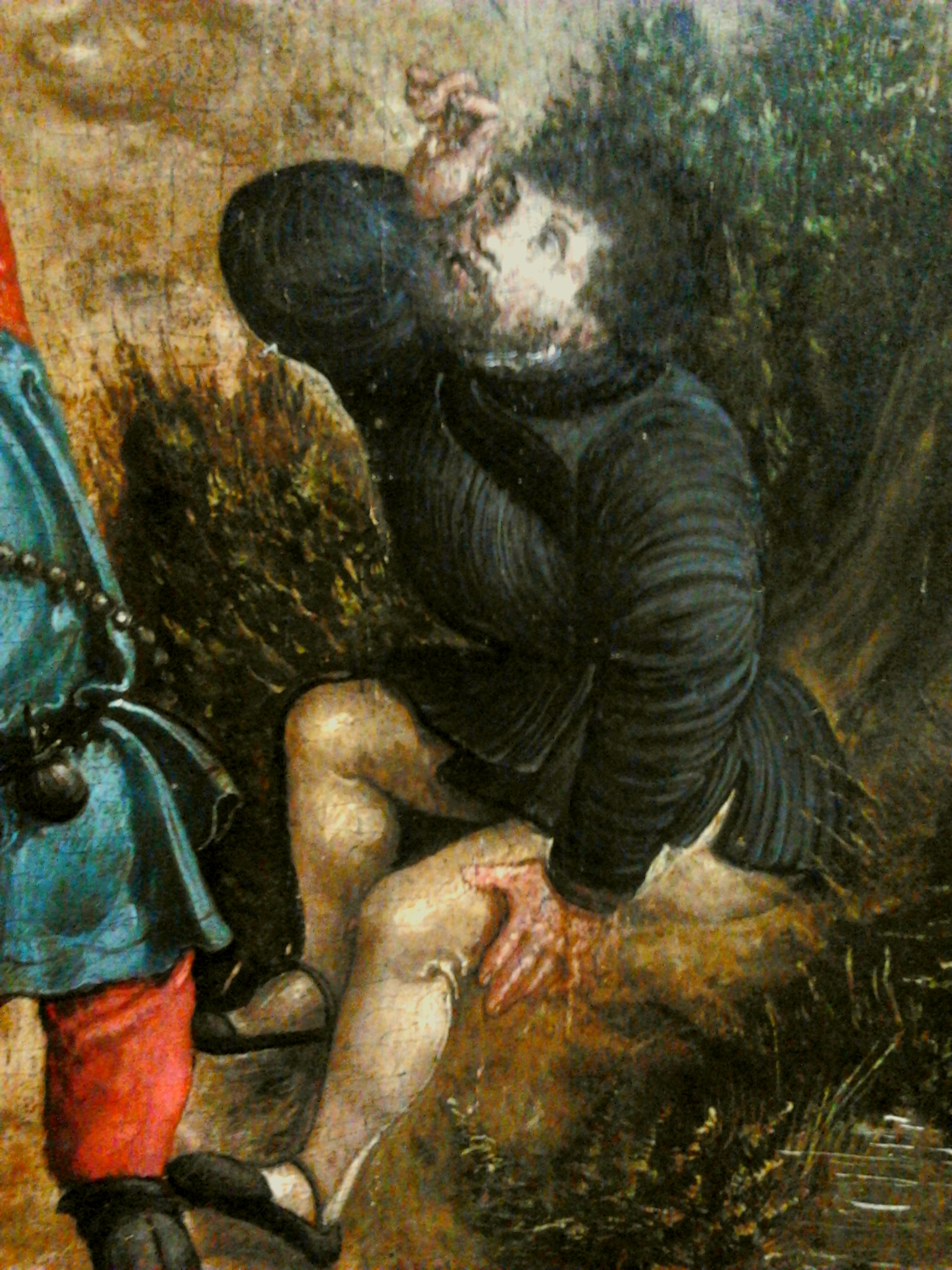
Vermutetes Selbstporträt, Detail: Schlacht bei Orscha

Hans Krell (* um 1490 in Crailsheim (?); † 1565 in Leipzig) war ein deutscher Maler der Renaissance.

## Leben
Hans Krell stand während der Regierungszeit des ungarischen Königs Ludwig II. von 1522 bis 1526 in dessen Diensten. Er arbeitete zunächst in Prag, dann in Ofen und in Preßburg.
1531 wurde er in Leipzig sesshaft. Er kaufte ein Haus am Alten Neumarkt 20 (ab 1839 Universitätsstraße) 1533 erhielt er auf Fürsprache von Herzog Georg dem Bärtigen das Leipziger Bürgerrecht. 1535 erlaubte ihm der Rat der Stadt, „einen Turm auf sein Haus zu setzen, damit er die Wolken besser abmalen könnte“. Dieser Atelieraufbau auf dem Dach brachte dem Haus den Spitznamen „die Arche“ ein. Krells Nachkommen besaßen das Haus bis 1678.
In Leipzig fertigte er zahlreiche Porträts für deutsche Fürstenhäuser an, was zum Namen „Fürstenmaler von Leipzig“ führte. Aber auch historische Darstellungen werden ihm mehr oder weniger sicher zugeschrieben. So gilt die Belagerung von Leipzig 1547 als eine der ersten Darstellungen der Stadt Leipzig. In dem Monumentalgemälde Schlacht bei Orscha über eine Auseinandersetzung von 1514 zwischen polnisch-litauischen Truppen und jenen des Großfürstentums Moskau wird mitunter eine beobachtende Zivilperson als der Maler des Bildes Hans Krell angesehen.

## Bildbeispiele

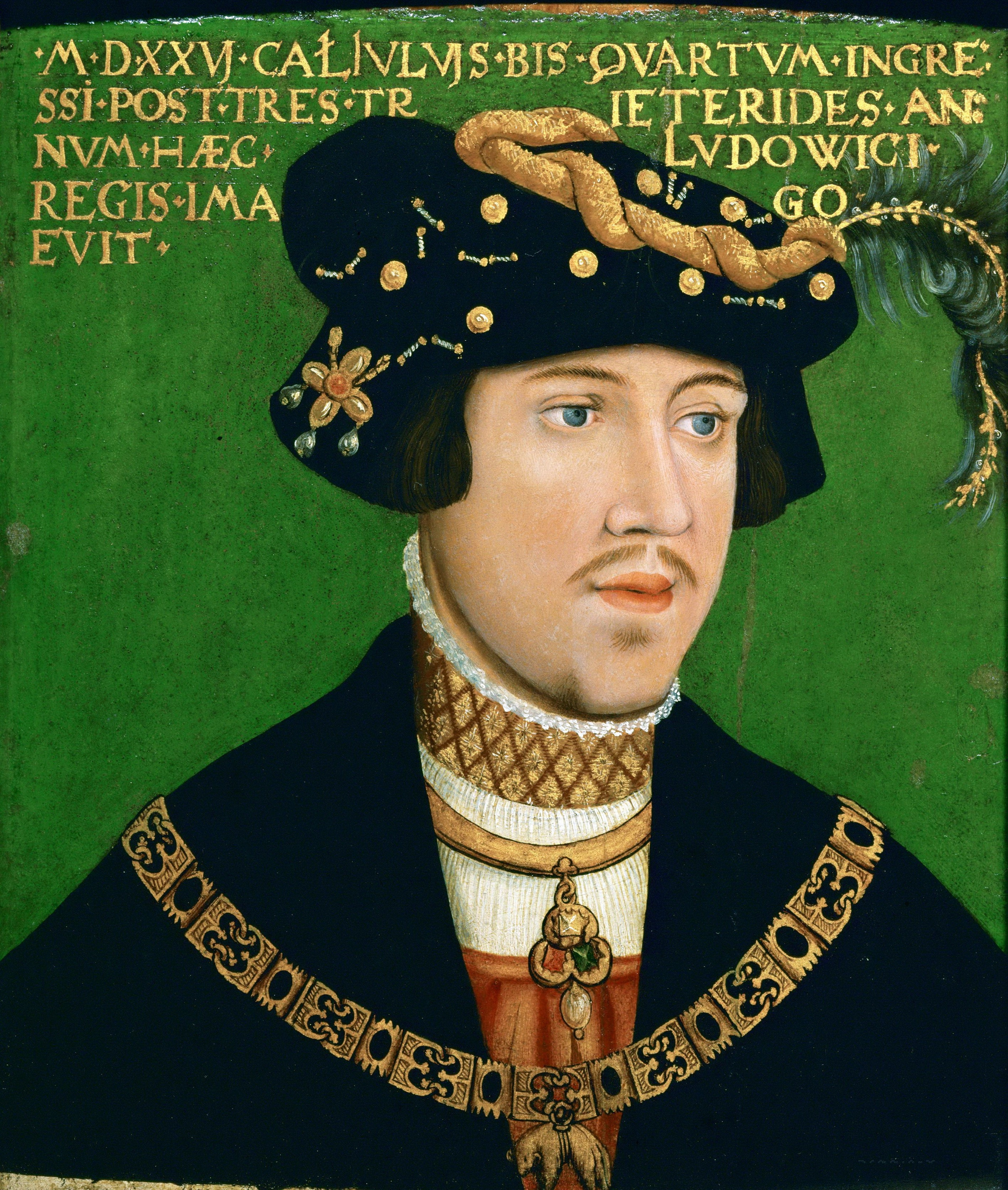
König Ludwig II. von Böhmen und Ungarn
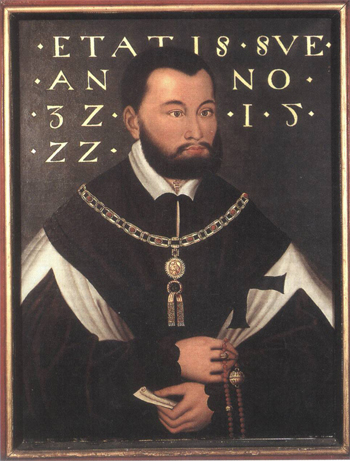
Albrecht von Brandenburg-Ansbach
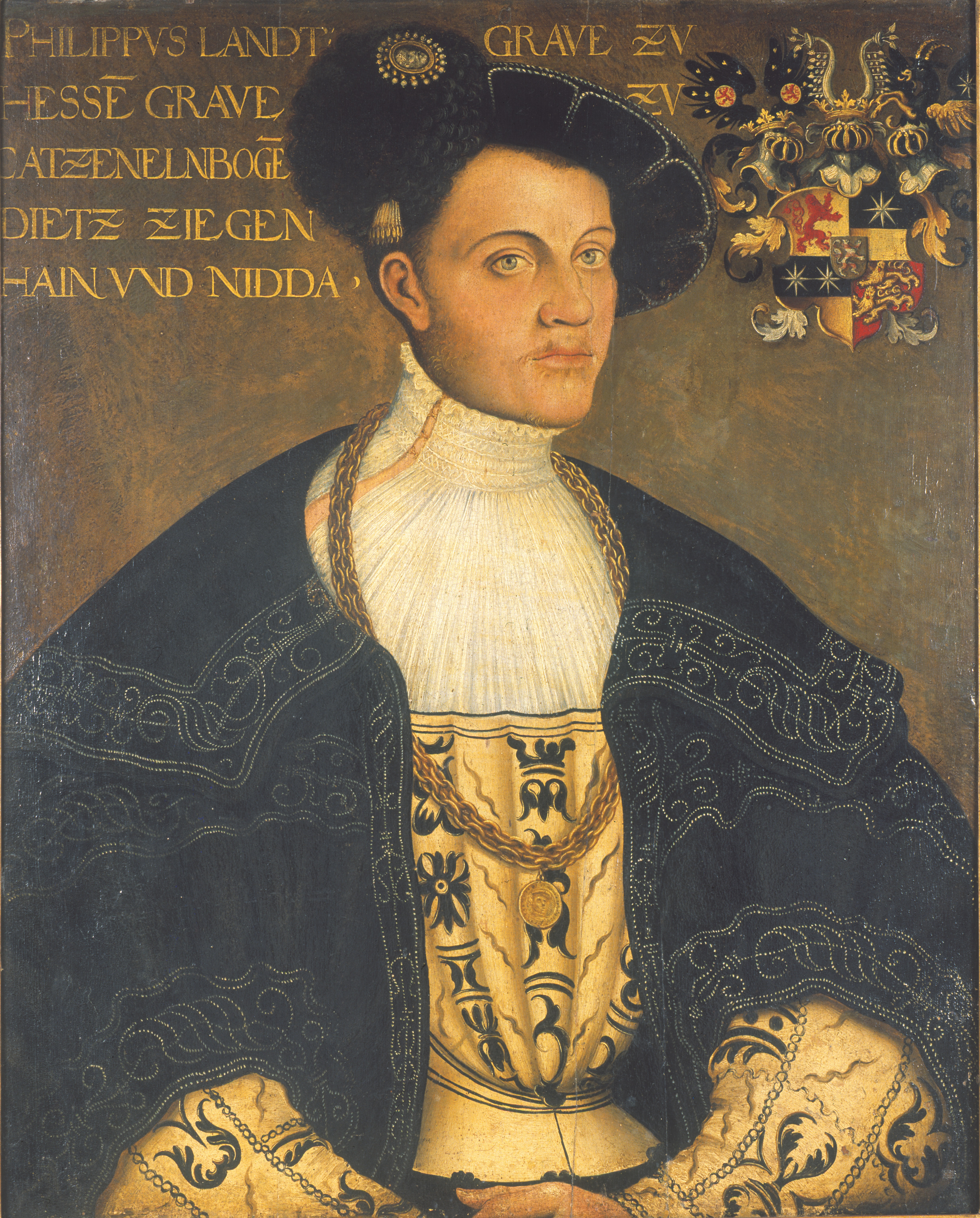
Landgraf Philipp I. von Hessen
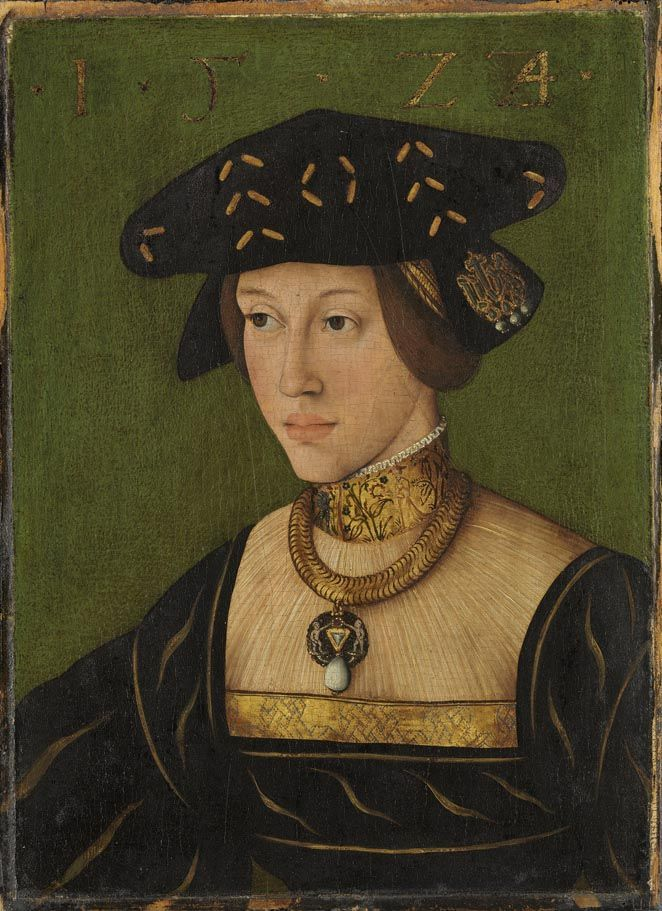
Maria Königin von Ungarn
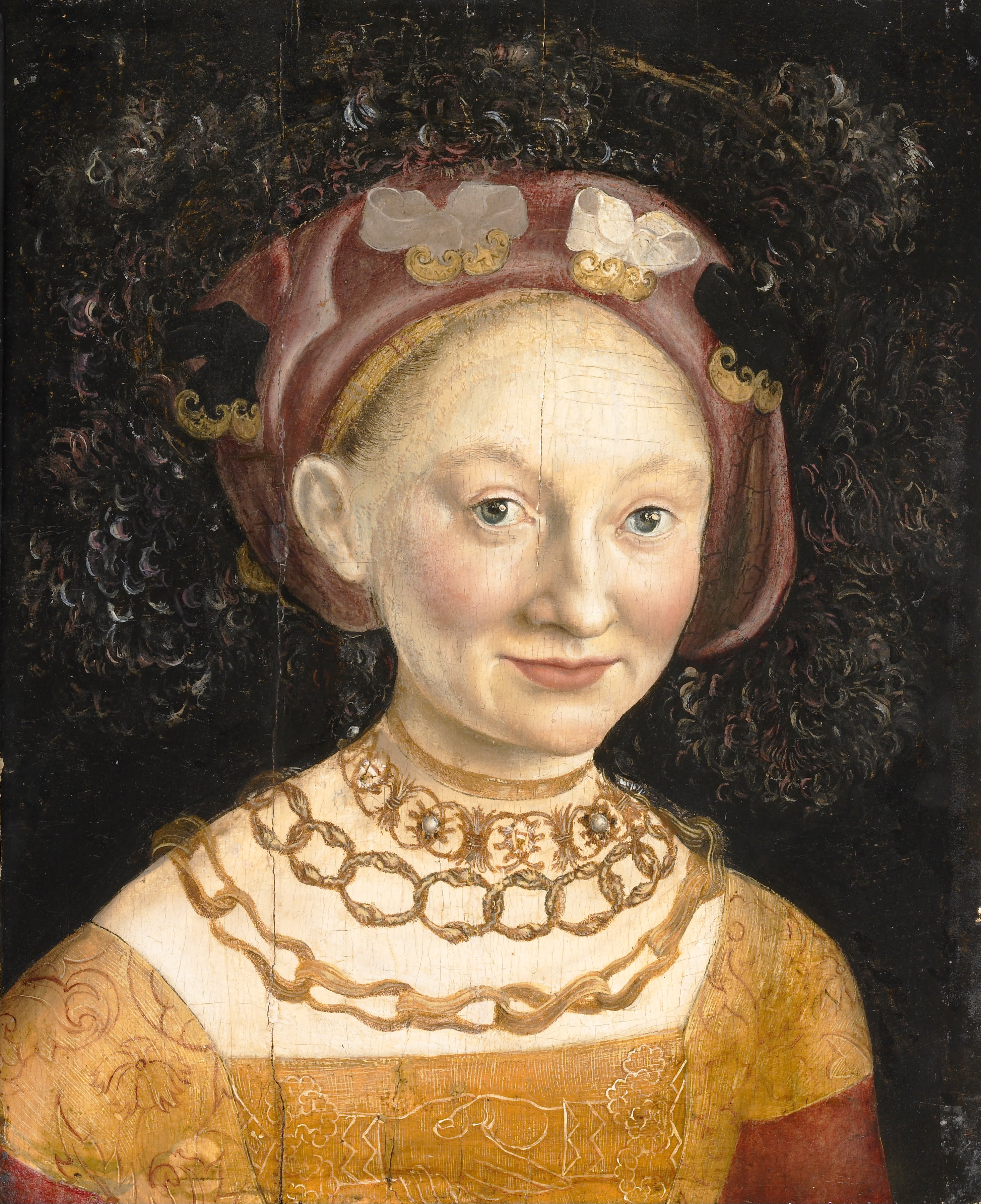
Prinzessin Emilia von Sachsen
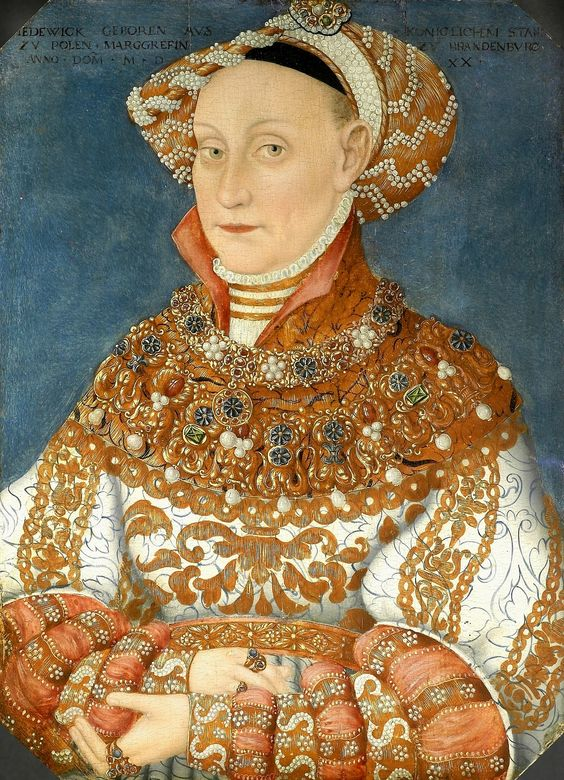
Kurfürstin Hedwig von Brandenburg
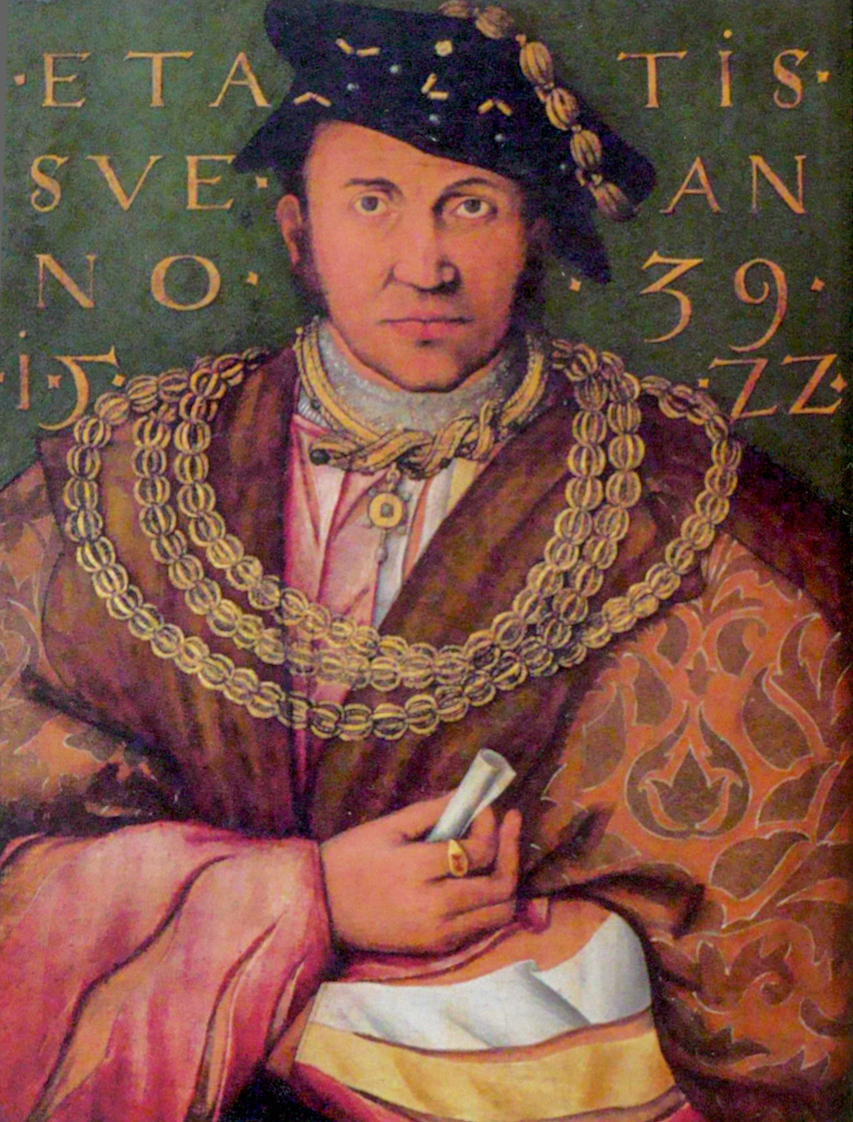
Georg der Fromme von Brandenburg
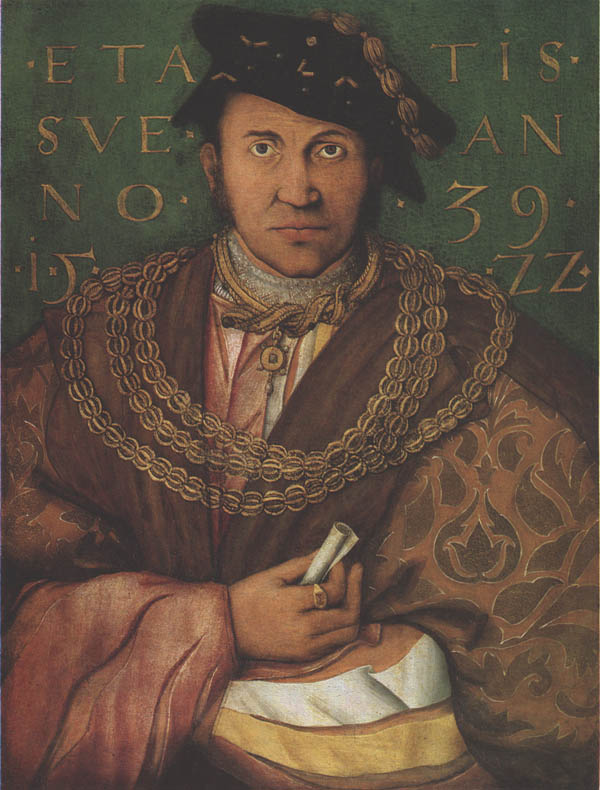
Markgraf Georg der Fromme